# BHRT
BHRT(보스니아어: Bosanskohercegovačka radiotelevizija 보산스코헤르체고바치카 라디오텔레비지야)는 보스니아 헤르체고비나의 라디오와 텔레비전 방송이다.